# Francisco Escobar Parra
Francisco Escobar (Santiago de Cali, Valle del Cauca, 21 de junio de 1991) es un modelo colombiano, ganador del concurso Míster World 2012, título que fue entregado en la ciudad de Kent, Inglaterra el 24 de noviembre de 2012. Venciendo a 47 concursantes de todo el mundo que también competían por el título. Francisco es el único colombiano ganador de este título, además es un atleta de alto rendimiento, participando en competencias internacionales de Salto con pértiga.

## Biografía
Francisco Javier Escobar Parra nace en Cali el 21 de junio de 1991. Integra una pequeña familia de clase media. Hijo de María Nohemy Parra Marín y Francisco Antonio Escobar Novoa, su única hermana es Isabel Escobar.
Francisco reside en la ciudad de Cali durante toda su niñez y adolescencia donde cursa sus estudios primarios y de preparatoria haciéndose bachiller del Colegio Mayor Alférez Real ubicado al sur de la capital vallecaucana.
Es allí donde a muy temprana edad aprende el inglés como segunda lengua e inicia su carrera como deportista, esta última sorteada de dificultades y pruebas que a su muy corta edad y con la persistente ayuda de su madre logra superar, gracias a esto logra marcar el camino de lo que sería años después su muy importante carrera.

### Deporte
Francisco ha practicado de manera ininterrumpida el atletismo por más de 13 años. Gracias a esto fue consecutivamente campeón nacional en su país por nueve años. También ha participado en varias competencias internacionales representando a su país, esto le llevó a ocupar un segundo puesto en el sudamericano de atletismo realizado en Perú y el tercero en Centroamérica y el Caribe.
Sus logros deportivos le han abierto muchas puertas a nivel global cabe resaltar que compitió en el año 2009 en el Gran Championship de atletismo en Singapur donde consiguió quedarse con el primer lugar. 
Todo esto permitió que a Francisco le fuese otorgada una beca completa en una muy importante universidad de los Estados Unidos donde actualmente estudia administración de negocios internacionales.

### Modelaje
Inicia su carrera como modelo a los 17 años en su ciudad natal, donde fue considerado en el 2008 como el modelo revelación del Cali Exposhow (cabe resaltar que este es una de las semanas de la moda más importantes de Colombia y Latinoamérica)
El reconocimiento en su país natal lo lleva como modelo a varios países asiáticos en los cuales se destacan Singapur, China, Hong Kong, Malasia e India, entre otros.
Toda esta experiencia hace que REQUEST MODEL preste atención en él, llevándolo a la ciudad de Nueva York para que fuese imagen de una campaña publicitaria de la prestigiosa marca Calvin Klein, estar allí le ha permitido figurar en muy importantes revistas como Vogue Italy, Vogue Spain, Vogue America, Cosmopolitan, entre otras.
Además Bruce Weber el icono de las fotografía global ha trabajado en varias ocasiones con él.
En la actualidad está vinculado a la agencia Whihelmina Models en Nueva York.

### Míster World 2012
Francisco fue uno de los 48 participantes de todo el mundo que compitieron en la 7° edición del concurso, las competencias incluían una serie de pruebas y la gran final llevada a cabo en el Kent Event Centre en Kent, Inglaterra.
A pesar de no haber ganado ninguna de estas obtuvo puntajes altos en el desarrollo de estas, destacándose en la prueba física en la cual obtiene el segundo puesto y el premio multimedia donde consigue estar dentro del Top 5.
Francisco es elegido como ganador del certamen, luego de que al finalizar el evento, Kamal Ibrahim de Irlanda le concediera el título como el nuevo Míster Mundo 2012, lo que lo hace acreedor al título de "The World's Most Desirable Man" (El hombre más deseado del mundo).
Como Míster World se desempeñó como embajador global de la belleza masculina, además ha desarrollado labores humanitarias en países con condiciones económicas limitadas todo esto de la mano de la organización Miss World a la que se encuentra vinculado

## Labor social
Es el fundador y la cabeza de camino de campeones una organización sin ánimo de lucro orientada al apoyo deportivo a niños de condiciones económicas limitadas.
Esta organización opera en Cali, Colombia desde finales del 2013 y ha realizado eventos en los cuales no solo da a conocer su iniciativa y trabajo institucional, sino que además recauda fondos y gestiona recursos para la totalidad de los niños que la integran.
Esta labor ha sido reconocida a nivel nacional por diarios en los que se destaca iniciativa, además esta cuenta con el apoyo de la organización Miss World.